# Gusttavo Lima
Nivaldo Batista Lima (n. 3 septembrie 1989, Presidente Olegário, Minas Gerais), mai bine cunoscut sub numele de scenă Gusttavo Lima, este un cântăreț brazilian de sertaneja. Cunoscut în țara sa pentru numeroasele sale hit-uri, cum ar fi "Inventor dos Amores", "Cor de Ouro" și-a câștigat faima internațională și succesul cu piesa "Balada (Tche Tcherere Tche Tche)". El este adesea comparat cu cântăreții de sertanejo Luan Santana și Michel Telo. Fotbalistul Neymar a apărut în numeroase spectacole ale lui Gusttavo Lima.

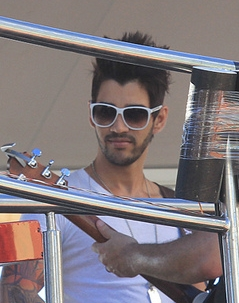
Gusttavo Lima în februarie 2013, Carnival in Bahia, Brazilia

## Discografie
- 2010: Inventor dos amores (live)
- 2011: Gusttavo Lima e você (live)
- 2012: Ao vivo em São Paulo (live)
- 2014: Do Outro Lado da Moeda
- 2015: Buteco do Gusttavo Lima (live)
- 2016: Gusttavo Lima 50/50 (live)

### Cântece
- 2009: "Rosas, versos e vinhos"
- 2010: "Inventor dos amores"
- 2011: "Cor de ouro"
- 2011: "Refém"
- 2011: "Balada"
- 2012: "60 Segundos"
- 2012: "Gatinha assanhada"
- 2013: "Doidaça"
- 2013: "Diz pra mim"
- 2013: "Fui fiel"
- 2014: "Tô solto na night"
- 2014: "10 Anos"
- 2014: "Que mal te fiz eu (Diz-me)"
- 2014: "Se é pra beber eu bebo"
- 2015: "Você não me conhece"
- 2015: "Tá faltando eu"
- 2015: "Não paro de beber"
- 2016: "Quem vem de longe"
- 2016: "Que pena que acabou"

### Albume internaționale
| An   | Album                | Cea mai bună clasificare | Cea mai bună clasificare | Cea mai bună clasificare | Cea mai bună clasificare | Cea mai bună clasificare | Cea mai bună clasificare | Cea mai bună clasificare | Cea mai bună clasificare | Cea mai bună clasificare | Note                                              |
| An   | Album                | BRA                      | AUT                      | BEL (Fla)                | BEL (Wal)                | FRA                      | GER                      | NED                      | POR                      | SWI                      | Note                                              |
| ---- | -------------------- | ------------------------ | ------------------------ | ------------------------ | ------------------------ | ------------------------ | ------------------------ | ------------------------ | ------------------------ | ------------------------ | ------------------------------------------------- |
| 2012 | Gusttavo Lima e você | 7                        | 18                       | 25                       | 36                       | 12                       | 36                       | 20                       | 19                       | 6                        | În anumite lansări, albumul este listat ca E você |

### Cântece internaționale
| An   | Cântec   | Cea mai bună clasificare | Cea mai bună clasificare | Cea mai bună clasificare | Cea mai bună clasificare | Cea mai bună clasificare | Cea mai bună clasificare | Cea mai bună clasificare | Cea mai bună clasificare | Cea mai bună clasificare | Cea mai bună clasificare | Cea mai bună clasificare | Cea mai bună clasificare | Album                |
| An   | Cântec   | BRA                      | AUT                      | BEL (Fla)                | BEL (Wal)                | FIN                      | FRA                      | GER                      | ITA                      | NED                      | SPA                      | SWE                      | SWI                      | Album                |
| ---- | -------- | ------------------------ | ------------------------ | ------------------------ | ------------------------ | ------------------------ | ------------------------ | ------------------------ | ------------------------ | ------------------------ | ------------------------ | ------------------------ | ------------------------ | -------------------- |
| 2012 | "Balada" | 3                        | 2                        | 1                        | 2                        | 19                       | 1                        | 3                        | 1                        | 1                        | 9                        | 33                       | 1                        | Gusttavo Lima e você |

## Filmografie
- 2013: Amor à Vida (sau Rastros de Mentiras) ca Gusttavo Lima (rolul său)